# Delphinibacteriota
Delphinibacteriota o Delphibacteria  es un filo candidato de bacterias perteneciente al grupo FCB que se propuso por primera vez después del análisis de dos especímenes aislados de la boca de delfines mulares. Los miembros de Delphinibacteriota se han detectado retroactivamente en una variedad de entornos marinos.

## Descripción

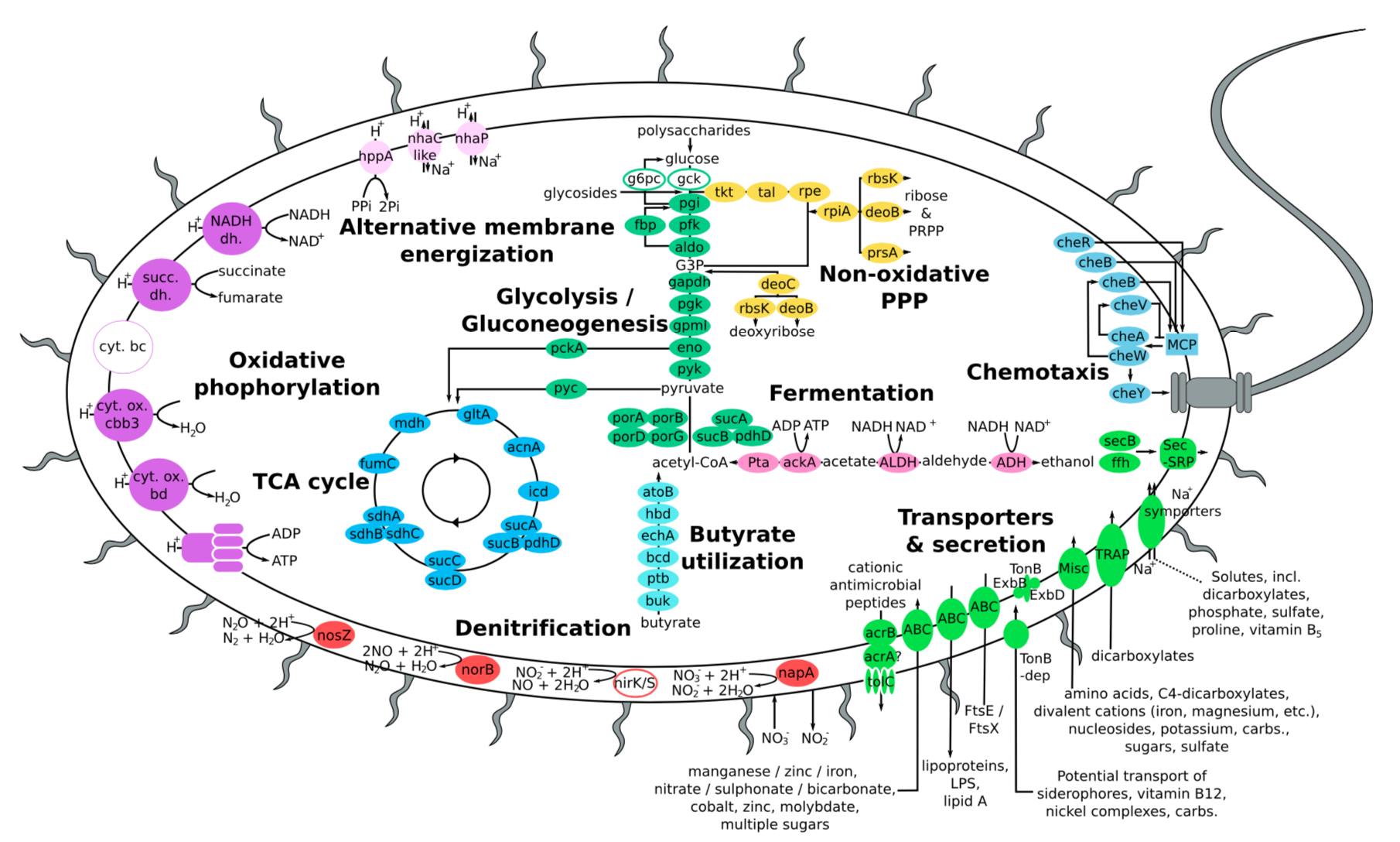
Reconstrucción metabólica de los miembros de Delphibacteria.

Delphinibacteriota se propuso por primera vez tras la aislación y el análisis de dos genomas, cada uno de la boca de un delfín mular diferente. Estos delfines eran parte del Programa de Mamíferos Marinos de la Marina de Estados Unidos, aunque también se han detectado genes de ARNr 16S de Delphibacteria en las bocas de delfines salvajes de la costa de Florida, Estados Unidos. El primer miembro caracterizado que se infirió del filo Delphibacteria es un organismo heterótrofo con potencial genómico de oxígeno y muy probablemente reducción de nitratos. Se planteó la hipótesis de que la capacidad de realizar la desnitrificación puede tener un impacto en la fisiología y la salud de los delfines huéspedes, dado que en los seres humanos la desnitrificación por bacterias orales puede afectar el flujo sanguíneo oral y gástrico, la señalización en las interacciones bacteria-bacteria y bacteria-huésped, y el espesor del moco en el estómago.
El nombre "Delphinkbacteriota" fue propuesto en reconocimiento a los primeros representantes genómicos que se han aislado de la boca de los delfines (familia Delphinidae) y debido a su ubicuidad en las bocas de los delfines se han detectado (retroactivamente) miembros del filo Delphibacteria en una variedad de entornos, incluido aguas de fondo, sedimentos marinos de respiraderos hidrotermales y sedimentos de aguas profundas.